# Dodona putaoa
Dodona putaoa är en fjärilsart som beskrevs av Robert Christopher Tytler 1940. Dodona putaoa ingår i släktet Dodona och familjen Riodinidae. Inga underarter finns listade i Catalogue of Life.